# Michael Reihs
Michael Reihs (født 25. april 1979) er en tidligere dansk professionel cykelrytter. Han vandt Himmerland Rundt i 2011, nummer to i Post Cuppen 2012 og nummer tre ved DM i linjeløb i 2011.